# Khaddi Sagnia
Khadijatou Victoria Sagnia, detta Khaddi (Helsingborg, 20 aprile 1994), è una lunghista e triplista svedese.

## Palmarès
| Anno | Manifestazione      | Sede           | Evento         | Risultato | Prestazione | Note                          |
| ---- | ------------------- | -------------- | -------------- | --------- | ----------- | ----------------------------- |
| 2010 | Olimpiadi giovanili | Singapore      | Salto triplo   | Oro       | 13,56 m     | Miglior prestazione personale |
| 2011 | Mondiali U18        | Lilla          | Salto in lungo | 11ª       | 5,75 m      |                               |
| 2011 | Mondiali U18        | Lilla          | Salto triplo   | 9ª        | 12,72 m     |                               |
| 2015 | Europei indoor      | Praga          | Salto in lungo | 9ª (q)    | 6,52 m      |                               |
| 2015 | Europei U23         | Tallinn        | Salto in lungo | 4ª        | 6,64 m      |                               |
| 2015 | Mondiali            | Pechino        | Salto in lungo | 7ª        | 6,78 m      | Miglior prestazione personale |
| 2016 | Mondiali indoor     | Portland       | Salto in lungo | 14ª       | 6,08 m      |                               |
| 2016 | Europei             | Amsterdam      | Salto in lungo | 6ª        | 6,59 m      |                               |
| 2016 | Giochi olimpici     | Rio de Janeiro | Salto in lungo | 27ª (q)   | 6,25 m      |                               |
| 2017 | Mondiali            | Londra         | Salto in lungo | 16ª (q)   | 6,42 m      |                               |
| 2018 | Mondiali indoor     | Birmingham     | Salto in lungo | 6ª        | 6,64 m      |                               |
| 2018 | Europei             | Berlino        | Salto in lungo | 7ª        | 6,47 m      |                               |
| 2021 | Europei indoor      | Toruń          | Salto in lungo | Bronzo    | 6,75 m      |                               |
| 2021 | Giochi olimpici     | Tokyo          | Salto in lungo | 9ª        | 6,67 m      |                               |
| 2022 | Mondiali indoor     | Belgrado       | Salto in lungo | 12ª       | 6,42 m      |                               |
| 2022 | Mondiali            | Eugene         | Salto in lungo | 6ª        | 6,87 m      |                               |
| 2022 | Europei             | Monaco         | Salto in lungo | 6ª        | 6,61 m      |                               |
| 2023 | Europei indoor      | Istanbul       | Salto in lungo | 7ª        | 6,57 m      |                               |
| 2023 | Mondiali            | Budapest       | Salto in lungo | 28ª (q)   | 6,35 m      |                               |